# Giuliana Olmos
Giuliana Olmos (* 4. März 1993 in Schwarzach im Pongau, Österreich) ist eine mexikanische Tennisspielerin.

## Karriere
Olmos, die mit sechs Jahren das Tennisspielen begann, bevorzugt dabei den Hartplatz. Sie konnte bisher vier Turniersiege im Einzel und 17 im Doppel erringen. Ihre bislang besten Weltranglistenpositionen erreichte sie mit Rang 343 im Einzel sowie Rang 6 im Doppel.
Bei den NCAA Division I Tennis Championships 2015, den US-amerikanischen Collegemeisterschaften erreichte sie die 2. Runde im Dameneinzel. Bei den ITA Masters 2015 gewann sie mit ihrer US-amerikanischen Partnerin Gabby Smith den Titel im Damendoppel.
Bei den Zentralamerika- und Karibikspielen 2018 gewann sie die Goldmedaille im Doppel, Silber im Mannschaftsbewerb und im Doppel die Bronzemedaille.
Seit dem Jahr 2010 spielt sie für die mexikanische Fed-Cup-Mannschaft, für die sie bislang einmal nominiert wurde und in drei Partien zwei Siege beisteuern konnte.

## Turniersiege

### Einzel
| Nr. | Datum           | Turnier        | Kategorie   | Belag     | Finalgegnerin    | Ergebnis       |
| --- | --------------- | -------------- | ----------- | --------- | ---------------- | -------------- |
| 1.  | 7. Juni 2015    | Manzanillo     | ITF $10.000 | Hartplatz | Fernanda Brito   | 4:6, 7:65, 6:0 |
| 2.  | 14. Juni 2015   | Manzanillo     | ITF $10.000 | Hartplatz | Gaia Sanesi      | 6:1, 6:2       |
| 3.  | 27. Juni 2015   | Manzanillo     | ITF $10.000 | Hartplatz | Nazari Urbina    | 5:7, 6:2, 7:5  |
| 4.  | 14. Januar 2017 | Fort-de-France | ITF $15.000 | Hartplatz | Monika Kilnarová | 7:5, 6:1       |

### Doppel
| Nr. | Datum              | Turnier                   | Kategorie         | Belag             | Partnerin          | Finalgegnerinnen                        | Ergebnis          |
| --- | ------------------ | ------------------------- | ----------------- | ----------------- | ------------------ | --------------------------------------- | ----------------- |
| 1.  | 13. Januar 2017    | Fort-de-France            | ITF $15.000       | Hartplatz         | Desirae Krawczyk   | Sara Cakarevic Emmanuelle Salas         | 6:3, 6:2          |
| 2.  | 27. Januar 2017    | St. Martin                | ITF $15.000       | Hartplatz         | Desirae Krawczyk   | Chayenne Ewijk Rosalie van der Hoek     | 6:1, 6:1          |
| 3.  | 15. April 2017     | Irapuato                  | ITF $25.000       | Hartplatz         | Desirae Krawczyk   | Ronit Yurovsky Marcela Zacarías         | 6:1, 6:0          |
| 4.  | 20. Mai 2017       | Incheon                   | ITF $15.000       | Hartplatz         | Desirae Krawczyk   | Choi Ji-hee Kim Na-ri                   | 6:3, 2:6, [10:8]  |
| 5.  | 17. Juni 2017      | Sumter                    | ITF $25.000       | Hartplatz         | Kaitlyn Christian  | Ellen Perez Luisa Stefani               | 6:2, 3:6, [10:7]  |
| 6.  | 30. Juli 2017      | Sacramento                | ITF $60.000       | Hartplatz         | Desirae Krawczyk   | Jovana Jakšić Vera Lapko                | 6:1, 6:2          |
| 7.  | 5. August 2017     | Fort Worth                | ITF $25.000       | Hartplatz         | Ellen Perez        | Miharu Imanishi Ayaka Okuno             | 6:4, 6:3          |
| 8.  | 1. Oktober 2017    | Templeton                 | ITF $60.000       | Hartplatz         | Kaitlyn Christian  | Viktorija Golubic Amra Sadikovic        | 7:5, 6:3          |
| 9.  | 25. Mai 2018       | Les Franqueses del Vallès | ITF $25.000       | Hartplatz         | Laura Pigossi      | Raluca Șerban Pranjala Yadlapalli       | 6:4, 6:4          |
| 10. | 18. August 2018    | Vancouver                 | ITF $100.000      | Hartplatz         | Desirae Krawczyk   | Kateryna Koslowa Arantxa Rus            | 6:2, 7:5          |
| 11. | 16. Juni 2019      | Nottingham                | WTA International | Rasen             | Desirae Krawczyk   | Ellen Perez Arina Rodionova             | 7:65, 7:5         |
| 12. | 29. Februar 2020   | Acapulco                  | WTA International | Hartplatz         | Desirae Krawczyk   | Kateryna Bondarenko Sharon Fichman      | 6:3, 7:65         |
| 13. | 16. Mai 2021       | Rom                       | WTA 1000          | Sand              | Sharon Fichman     | Kristina Mladenovic Markéta Vondroušová | 4:6, 7:5, [10:5]  |
| 14. | 30. Oktober 2021   | Tyler                     | ITF W80           | Hartplatz         | Marcela Zacarías   | Misaki Doi Katarzyna Kawa               | 7:5, 1:6,[10:5]   |
| 15. | 7. Mai 2022        | Madrid                    | WTA 1000          | Sand              | Gabriela Dabrowski | Desirae Krawczyk Demi Schuurs           | 7:61, 5:7, [10:7] |
| 16. | 25. September 2022 | Tokio                     | WTA 500           | Hartplatz         | Gabriela Dabrowski | Nicole Melichar-Martinez Ellen Perez    | 6:4, 6:4          |
| 17. | 13. Januar 2024    | Hobart                    | WTA 250           | Hartplatz         | Chan Hao-ching     | Guo Hanyu Jiang Xinyu                   | 6:3, 6:3          |
| 18. | 2. Februar 2025    | Singapur                  | WTA 250           | Hartplatz (Halle) | Desirae Krawczyk   | Wang Xinyu Zheng Saisai                 | 7:5, 6:0          |

## Abschneiden bei Grand-Slam-Turnieren

### Doppel
| Turnier         | 2018 | 2019 | 2020 | 2021 | 2022 | 2023 | 2024 | 2025 | Karriere |
| --------------- | ---- | ---- | ---- | ---- | ---- | ---- | ---- | ---- | -------- |
| Australian Open | —    | —    | —    | VF   | 2    | AF   | 2    | 1    | VF       |
| French Open     | —    | 1    | 2    | AF   | AF   | AF   | VF   | 2    | VF       |
| Wimbledon       | 1    | 2    |      | AF   | AF   | 1    | 1    | 1    | AF       |
| US Open         | —    | 1    | 1    | 1    | VF   | 2    | 2    |      | VF       |

### Mixed
| Turnier         | 2021 | 2022 | 2023 | 2024 | 2025 | Karriere |
| --------------- | ---- | ---- | ---- | ---- | ---- | -------- |
| Australian Open | —    | AF   | AF   | 1    | 1    | AF       |
| French Open     | HF   | 1    | AF   | —    | VF   | HF       |
| Wimbledon       | 1    | 1    | 1    | F    | 1    | F        |
| US Open         | F    | 1    | AF   | AF   |      | F        |